# Enlèvement et assassinat d'Aldo Moro
L'enlèvement et l'assassinat d'Aldo Moro, également appelés affaire Moro en Italie (en italien : caso Moro), constituent un événement marquant dans l’histoire politique italienne. Le matin du 16 mars 1978, alors qu'un nouveau cabinet dirigé par Giulio Andreotti doit faire face à un vote de confiance au Parlement italien, la voiture d'Aldo Moro  est la cible d'une attaque terroriste perpétrée par plusieurs membres d'une mouvance d'extrême gauche connue sous le nom de Brigades rouges (en italien : Brigate Rosse, ou BR) dans la via Fani à Rome. Aldo Moro est un ancien Premier ministre et le président du parti Démocratie chrétienne (en italien : Democrazia Cristiana, ou DC, parti qui détient alors la majorité relative au Parlement).
En tirant sur les voitures accompagnant Moro à l'aide d'armes automatiques, les terroristes parviennent à tuer tout son entourage – deux carabiniers présents dans la voiture de Moro et trois policiers situés dans la voiture suivante – avant de le kidnapper. Ces événements constituent encore aujourd'hui un traumatisme national,. Ezio Mauro, journaliste pour La Repubblica, a décrit cet événement comme le 11-Septembre italien. Même si l'Italie n'était pas le seul pays européen à être victime du terrorisme d'extrême gauche à l'époque (qui a également sévi en France, en Allemagne, en Irlande et en Espagne), l'assassinat de Moro a été le point culminant des années de plomb en Italie.
Le 9 mai 1978, le corps de Moro est retrouvé dans le coffre d'une Renault 4 dans la via Caetani, après 54 jours de détention. Les terroristes se servent de l'enlèvement de Moro pour négocier la libération de tous leurs comparses emprisonnés ou en jugement auprès du gouvernement italien. La voiture dans laquelle le corps de Moro a été retrouvé est garée à proximité immédiate des bureaux nationaux de la Démocratie chrétienne et du Parti communiste italien (en italien : Partito Comunista Italiano, ou PCI, le plus grand parti communiste d'Europe occidentale) à Rome. Les BR étaient opposées à la politique menée par Moro et au compromis historique du PCI.
Le 23 janvier 1983, un tribunal italien condamne 32 membres des BR à des peines de prison à vie pour leur rôle dans l'enlèvement et l'assassinat de Moro, entre autres crimes. De nombreux éléments de l'enquête n'ont jamais été complètement élucidés,, malgré une série de procès, ce qui a conduit à la circulation d'un certain nombre de théories alternatives sur le déroulement des événements, y compris quelques théories du complot.

## Déroulement des évènements

### Enlèvement de Moro
L'embuscade avait été méticuleusement préparée par les terroristes. Deux voitures étaient garées dans la via Mario Fani avec pour objectif de bloquer le cortège de voitures de Moro. D'après la reconstitution officielle réalisée lors des procès, onze personnes ont participé à l'assaut. D'autres reconstitutions font état de la présence d'une dizaine de personnes, dont un guetteur, tandis que d'autres mentionnent la présence d'une vingtaine de personnes. Des doutes ont été émis quant à la véracité des déclarations des terroristes, sur lesquelles les conclusions finales se sont basées, ainsi que sur l'identité exacte des membres de l'équipe chargée de mener l'embuscade. La présence même de Moro dans la via Fani lors de l'embuscade a été remise en question à la suite de révélations dans les années 1990. Selon les résultats définitifs de l'enquête judiciaire, onze personnes ont participé à la mise en œuvre du plan. Le nombre et l'identité des participants réels ont été remis en question à plusieurs reprises, certains dires des terroristes étant contradictoires sur quelques points.
À 8 h 45, les membres des BR prirent position au bout de la via Fani, une rue en descente située dans le quartier nord de Rome. Quatre d’entre eux étaient vêtus d'uniformes semblables à ceux d’un équipage de la compagnie aérienne Alitalia. Puisque les terroristes ne se connaissaient pas tous, les uniformes étaient nécessaires pour éviter les tirs amis. À l'autre extrémité de la rue, Mario Moretti se trouvait à bord d'une Fiat 128 arborant une fausse plaque d'immatriculation diplomatique. Alvaro Lojacono (en) et Alessio Casimirri se trouvaient dans une deuxième Fiat 128 située quelques mètres en contrebas. De l'autre côté de la rue était placée une troisième Fiat 128, conduite par Barbara Balzerani, faisant face à l'endroit d'où Moro était censé arriver. Bruno Seghetti (it) occupait une quatrième voiture, une Fiat 132, située près du carrefour où aboutissait la rue. Moro quitta son domicile peu avant 9 h 00 dans une Fiat 130 bleue conduite par Domenico Ricci (it). Un autre carabinier, le maréchal Oreste Leonardi (it), était assis à côté de lui. Leonardi était le chef de l'équipe de gardes du corps. La Fiat 130 était suivie d'une Alfa Romeo Alfetta blanche occupée par les trois gardes du corps restants, Francesco Zizzi (it), Giulio Rivera (it), et Raffaele Iozzino (it).
L'embuscade débute à 9 heures, lors de l'arrivée des deux voitures du cortège de Moro dans la via Fani. Rita Algranati (it), un guetteur posté au coin de la via Trionfale, agite un bouquet de fleurs afin d'alerter les terroristes avant de prendre la fuite à cyclomoteur. La Fiat 128 de Moretti fait une embardée sur la route devant la voiture de Moro, qui la heurte par l'arrière et reste bloquée entre elle et l'Alfetta des gardes du corps. Ricci tente une manœuvre pour s'échapper, mais est bloqué une Mini Minor garée en plein milieu de la rue avant le carrefour. Le blocage des voitures de Moro est complété par l'arrivée de la 128 de Lojacono. À ce moment-là, quatre terroristes armés sortent des buissons dans lesquels ils étaient cachés, en tirant sur les voitures avec des pistolets-mitrailleurs. D'après les enquêtes judiciaires, il s'agissait de Valerio Morucci, Raffaele Fiore, Prospero Gallinari (en) et Franco Bonisoli. Cette manœuvre est similaire à celle utilisée par la Fraction armée rouge (RAF), organisation d’extrême gauche allemande. Un témoin non-identifié a déclaré qu'une voix allemande avait été entendue lors de l'embuscade, ce qui laisse présumer la participation de miliciens de la RAF à l'embuscade.

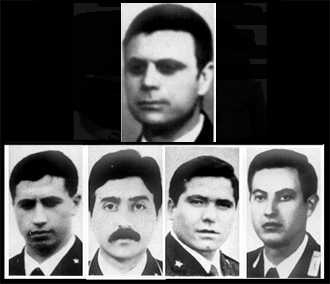
Les victimes de l'attaque de la via Fani : Oreste Leonardi (haut), puis de gauche à droite Raffaele Iozzino, Francesco Zizzi, Giulio Rivera et Domenico Ricci.

À 9 h 03, un appel anonyme passé au 113 (le numéro d'appel d'urgence de la Police nationale italienne) annonce qu'une fusillade est en cours via Fani. Au total, quatre-vingt-onze balles ont été tirées, dont quarante-cinq ont touché les gardes du corps, tous tués sur le coup sauf Francesco Zizzi, mort à l'hôpital quelques heures plus tard. Quarante-neuf de ces tirs provenaient d'une seule arme, un pistolet-mitrailleur FNAB-43, et vingt-deux d'une autre arme du même modèle. Les vingt tirs restants provenaient d'autres armes, dont un Beretta M12. Ricci et Leonardi, qui étaient assis à l'avant de la première voiture, ont été tués les premiers. Moro a été immédiatement kidnappé et forcé à monter dans la Fiat 132, qui avait été placée à côté de sa voiture. Au même moment, les terroristes ouvrent le feu sur les trois policiers de la deuxième voiture. Le seul policier en mesure de riposter à deux reprises, Raffaele Iozzino, meurt d'une balle dans la tête, tirée par Bonisoli. La Fiat 132 bleue est retrouvée à 9 h 40 via Licinio Calvo avec des taches de sang à l'intérieur. Les autres voitures utilisées dans l'embuscade ont été retrouvées les jours suivants sur la même route ; d'après les déclarations des terroristes des BR, les voitures y ont été abandonnées le jour même de l'attaque.
Le 16 mars, jour de l'attaque, l'équipe de sécurité de Moro n'était pas armée, les seules armes se trouvant dans les coffres des voitures. L'épouse de Moro, Eleonora Chiavarelli (en), a critiqué cette disposition, tout en précisant que « même la radio ne fonctionnait pas ». Cette déclaration de Chiavarelli a été contestée par la veuve de Leonardi, qui a déclaré que son mari n'avait pas eu le temps de se servir de son arme de service. Dans plusieurs documents de procédure, on apprend que l'équipe de sécurité et Moro lui-même ont fait plusieurs demandes afin d'obtenir un véhicule blindé. Le 6 décembre 2017, la dernière commission sur l'affaire a déclaré qu'un véhicule blindé aurait pu suffire à empêcher l'attaque de la via Fani,,.

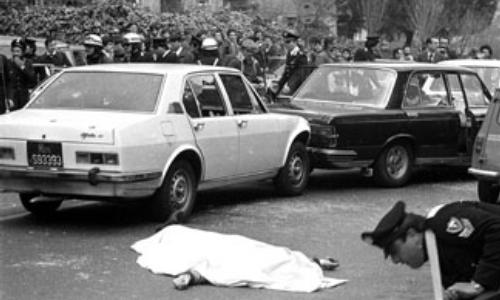
Le lieu de l'attaque et les différentes voitures du cortège.

Les Brigades rouges revendiquent la responsabilité de l'attaque dans un appel téléphonique passé à l'ANSA, la principale agence de presse italienne. À 10 h 00, Pietro Ingrao, alors président de la Chambre des députés, interrompt la session parlementaire pour annoncer l'enlèvement de Moro. Lors du vote de confiance qui s'est tenu le même jour, le quatrième gouvernement Andreotti obtient une large majorité des voix, y compris celles de ses opposants traditionnels, dont le PCI. Le PCI était censé entrer directement au gouvernement, mais la revendication de l'enlèvement par un mouvement d'extrême gauche l'a empêché de le faire. Le nouveau cabinet est dominé largement par la DC. Le secrétaire du PCI, Enrico Berlinguer, a parlé de « tentative d'annulation d'un processus politique positif » pour son parti, tandis que Lucio Magri, représentant du Parti d'unité prolétarienne, s'est inquiété de l'hypocrisie de l'adoption de lois limitant les libertés personnelles en réaction au massacre, affirmant que « cela ressemblait à une stratégie de subversion ». Il a également demandé aux autorités une enquête poussée visant à s'attaquer aux vrais problèmes qui, selon ses propres termes, « sont à la base de la crise économique et morale » italienne.
Mario Ferrandi, un militant de Prima Linea surnommé Coniglio (lapin en itaien), a déclaré par la suite que lorsque la nouvelle de l'enlèvement de Moro et de l'assassinat de ses gardes du corps s'est répandue lors d'un rassemblement ouvrier, il y a eu un moment d'étonnement, suivi d'un moment de euphorie et d'anxiété, en raison du sentiment que quelque chose d'important allait se passer, et que les choses ne seraient plus tout à fait les mêmes par la suite. Il se souvient aussi que les étudiants présents à l'événement avaient dépensé l'argent de la Cassa del circolo giovanile pour acheter du champagne et porter un toast avec les employés de la cantine.

### Détention de Moro
Encore aujourd'hui, le lieu exact de détention de Moro n'est pas connu avec certitude. D'après la reconstitution réalisée pendant le procès, il pourrait s'agir d'un appartement situé au 8 via Camillo Montalcini à Rome, qui appartenait à un membre des BR depuis quelques années. Moro aurait ensuite été tué dans un parking souterrain. Quelques mois après l'enlèvement, cet appartement a fait l'objet d'une enquête de l'UCIGOS (it), la principale instance étatique italienne de lutte contre le terrorisme à l'époque. D'après son rapport, l'appartement a été abandonné par les Brigades rouges,,.
Carlo Alfredo Moro, juge et frère d'Aldo Moro, écrit dans Storia di un delitto annunciato que son frère n'a pas été détenu via Montalcini mais dans un endroit proche de la mer. Sa théorie est basée sur le fait que du sable et des traces de végétation littorale ont été retrouvés dans la voiture contenant le corps de Moro. En outre, son frère était en bonne forme physique, ce qui est à son avis une nouvelle contradiction dans les déclarations des terroristes, qui ont déclaré qu'il avait été détenu en permanence dans une cage étroite. D'autres preuves allant dans ce sens ont été apportées par le géologue David Bressan qui a montré que, sur la base de certains microfossiles et grains de roche ignée trouvés sur la victime et dans la voiture, Moro avait dû être détenu près d'une plage rocheuse, et pas une simple plage de sable. Même si les ravisseurs ont affirmé par la suite avoir tenté d'induire les enquêteurs en erreur en versant de l'eau salée et du sable sur la victime et dans la voiture, les géologues et légistes ont exprimé des doutes sur le fait que les tueurs aient déployé de tels efforts.

### Lettres d'Aldo Moro

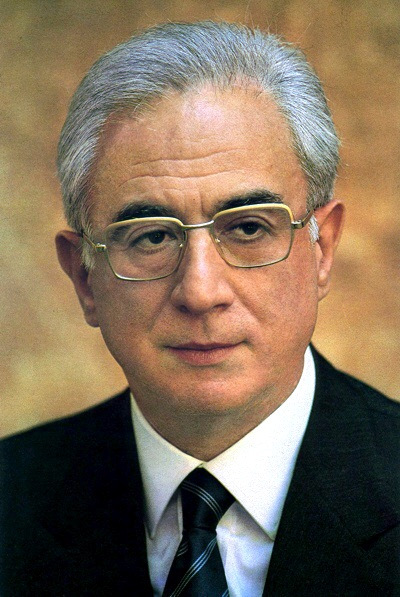
Francesco Cossiga, qui a dirigé les comités de crise et a été élu président de la République italienne entre 1985 et 1992.

Pendant sa détention, Moro a écrit 86 lettres aux principaux membres de la DC, à sa famille et au pape Paul VI. Certaines sont parvenues à leurs destinataires tandis que d’autres, qui n’avaient pas été envoyées, furent retrouvées plus tard dans une autre base de la BR située via Monte Nevoso à Milan. Dans ces lettres, Moro évoque la possibilité de négociations entre les BR et le gouvernement pour sa libération si son parti et les plus hautes personnalités de la République italienne étaient ouvertes au dialogue. Certaines des lettres de Moro auraient contenu des allusions et des indices cachés. Dans une lettre à Paolo Emilio Taviani envoyé entre le 9 et le 10 avril et jointe au cinquième communiqué des BR, il demandait : « Peut-être y a-t-il, derrière [les négociations] contre moi, une instruction américaine ou allemande ? ».
L'écrivain Leonardo Sciascia suggère que Moro a caché dans ses lettres des indices sur sa position, comme lorsqu'il écrit à sa femme « Je suis ici en pleine santé » le 27 mars, afin d'indiquer qu'il se trouve à Rome. Dans la lettre du 8 avril, Moro critique ouvertement Benigno Zaccagnini, secrétaire national de la DC, Francesco Cossiga, ministre de l'Intérieur, et plus globalement tous les membres de son parti. Il écrit : « Bien sûr, je ne peux m'empêcher de souligner la lâcheté de tous les démocrates-chrétiens qui n'étaient pas d'accord avec ma position... Et Zaccagnini ? Comment peut-il rester tranquille dans sa position ? Et Cossiga n'a pu concevoir aucune défense possible ? Mon sang coulera de leur faute ».
Des doutes ont été émis quant à la publication de toutes les lettres rédigées par Moro pendant sa détention. Le général Carlo Alberto dalla Chiesa (alors coordinateur de la lutte contre le terrorisme en Italie, plus tard assassiné par la mafia sicilienne) a trouvé des exemplaires de certaines lettres jusque-là inconnues au grand public dans un appartement utilisé par les terroristes à la via Monte Nevoso. Pour une quelconque raison, ces lettres n'ont été publiées que plusieurs années après la mort de Moro. Pendant la détention de Moro, plusieurs journalistes ont mis en avant l'idée selon laquelle il ne jouissait pas d'une liberté totale d'écriture. Bien que la femme de Moro ait déclaré qu'elle reconnaissait son style d'écriture dans ces lettres, il est considéré que si elles n'étaient pas directement dictées par les terroristes, au moins une partie était inspirée ou imposée par leurs volontés. Certains experts d'un comité d'analyse mené par Cossiga ont déclaré que Moro avait été soumis à un lavage de cerveau. Cossiga a admis plus tard qu'il avait partiellement écrit le discours tenu par Andreotti dans lequel il était dit que les lettres de Moro ne devaient pas être considérées comme « moralement authentiques ».
L'idée selon laquelle Moro était atteint du syndrome de Stockholm a été remise en question par les deux rapports de l'enquête parlementaire. D'après la version officielle, Moro était conscient de ses actes, non influencé. Moro a même mené lui-même les négociations pour sa propre libération. Selon les conclusions du médecin légiste, Moro n'a jamais été torturé par les Brigades rouges pendant les 55 jours de sa captivité. Dans les années 1990, Indro Montanelli a critiqué le comportement de Moro et du gouvernement pendant l'enlèvement. Il écrit : « Tout le monde a le droit d’avoir peur. Mais un homme d’État ne peut pas inciter l’État à négocier avec des terroristes qui [...] ont laissé sur le bitume cinq morts ». Il critique aussi directement la veuve de Moro, qui accusait la DC et la classe politique italienne d’être responsables de son sort. En 1982, il écrit :

« Il y avait quelque chose de presque jubilatoire dans le ton avec lequel cette veuve noire parlait des hommes politiques, et dans sa manière de pointer tout le monde du doigt. Elle critiquait tout le monde, sauf ceux qui ont tué son mari. Elle ne portait aucune accusation contre [les terroristes]. D’après les témoignages que j’ai lus, elle ne les a jamais critiqués, elle ne les a même pas regardés. Si cela ne tenait qu’à elle, le procès des terroristes aurait été un procès du DC, dont son mari avait été président ; du gouvernement dont son mari était à la fois l’architecte et le garant ; et des services de sécurité dont il avait creusé les tombes. »

### Échanges et négociations
Durant les 55 jours de détention, les Brigades rouges ont diffusé neuf communiqués dans lesquels ils expliquaient les raisons de l'enlèvement. Le troisième disait :

« L'interrogatoire, dont nous avons déjà décrit le contenu, se poursuit avec la pleine collaboration du prisonnier. Ses réponses éclairent de plus en plus les lignes contre-révolutionnaires que les bases impérialistes sont en train de mettre en œuvre ; elles dessinent clairement les contours et le corps du « nouveau » régime qui, dans la restauration de l'État impérialiste des multinationales, est en train de s'instaurer dans notre pays et qui a pour pivot la démocratie chrétienne. Moro sait aussi qu'il n'est pas le seul, même s'il est, en effet, le représentant le plus élevé du régime ; il appelle donc les autres membres du parti à partager avec lui les responsabilités, et leur adresse un appel qui sonne comme un appel explicite à la « reconnaissance de co-culpabilité ». »

Dans le huitième communiqué, les Brigades rouges proposaient d'échanger Moro contre leurs camarades emprisonnés. Par la suite, elles ont diminué leurs attentes à un seul camarade. Le 22 avril 1978, le pape Paul VI appelle les BR à rendre Moro à sa famille, en précisant que cela devait être fait « sans conditions ». La mention « sans conditions » est controversée ; selon certaines sources, elle aurait été ajoutée à la lettre de Paul VI contre sa volonté, puisque le pape aurait préféré négocier avec les ravisseurs. Des membres du gouvernement comme Cossiga ont nié cette hypothèse. Par ailleurs, Cossiga fut impliqué dans de nombreux scandales politiques italiens, dont l'attentat de la Piazza Fontana où il a joué un rôle actif pour faire dérailler les enquêtes. Selon Antonio Mennini, le pape Paul VI aurait récolté 10 milliards de livres sterling afin de payer la rançon pour libérer Moro.
Les hommes politiques italiens étaient divisés en deux groupes : ceux qui étaient ouverts aux négociations (linea del negoziato) qui comprenait, entre autres, le secrétaire du Parti socialiste italien (PSI) Bettino Craxi et la gauche extraparlementaire, et ceux qui y étaient fermement opposés (linea della fermezza), à savoir la plupart des membres de la Démocratie chrétienne (DC) et du Parti communiste italien (PCI), dont son secrétaire national Enrico Berlinguer ainsi que le leader du Parti républicain italien (PRI) Ugo La Malfa, qui proposait la peine de mort pour les terroristes. Pour le second groupe, toute négociation apparaîtrait comme une légitimation de la violence des terroristes. De plus, cette solution n'aurait pas été acceptée par les forces de police italiennes qui avaient vu de nombreux collègues tomber face au terrorisme au cours des années précédentes.
Plusieurs auteurs, dont le propre frère de Moro, ont souligné que les communiqués des BR ne faisaient à aucun moment référence au futur rôle du PCI dans le gouvernement italien, et ce alors que le jour choisi pour son enlèvement était celui où, pour la première fois depuis les premières années de l'histoire de la République italienne, le PCI allait obtenir un rôle actif au gouvernement italien. Une lettre écrite par Moro évoquait le PCI, mais a été censurée par les terroristes. D'après les témoignages des terroristes, une grande partie des lettres et des photographies prises lors de la captivité de Moro ont été détruites.
Montanelli est l'un des premiers à avoir fermé la porte à toute négociation avec les terroristes,. En 2000, dans une réponse à un lecteur du Corriere della Sera, il disait :

« Mon opinion reste celle que j'ai exprimée dans Il Giornale au lendemain du crime. « Si l'État, cédant au chantage, négocie avec la violence qui a déjà laissé sur le trottoir cinq cadavres des gardes du corps de Moro, reconnaissant ainsi des criminels comme des interlocuteurs légitimes, il n'a aucune raison d'exister en tant qu'État ». Telle fut la position que nous avons adoptée dès le premier jour et qui, heureusement, a trouvé sa place au Parlement au sein des deux forces politiques déterminantes (le PCI de Berlinguer et le Parti républicain italien de La Malfa), avec une autre force hésitant entre les larmes et les sanglots (la DC de Zaccagnini). Tel fut le « complot » qui conduisit au « non » dubitatif de l'État, rapidement après la mort de Moro, et peu après la reddition des Brigades rouges. Des ragots et des bruits de couloir ont circulé et refont surface encore de temps à autre, bien qu'on n'en ait jamais apporté la moindre preuve et ils sont le résultat des bavardages plaintifs d'un peuple lâche, incapable même de concevoir qu'un État puisse réagir avec dureté contre ceux qui enfreignent la loi. »

Selon Massimo Fini (it), en cas de négociation avec les BR, « le lendemain, [elles] auraient enlevé n’importe quel Andrea Bianchi et l’État se serait trouvé face à un nouveau dilemme : accepter à nouveau le chantage ou le refuser. S’ils l’avaient accepté, petit à petit, la dissolution de l’État aurait été obtenue ; s’ils ne l’avaient pas accepté, il aurait été démontré, je dirais de manière claire, qu’en Italie il y a des citoyens de première et de deuxième classe. Et le lendemain, les Brigades rouges auraient pu ouvrir une porte avec comme fronton « inscriptions aux BR ». Et de nombreux citoyens s’y seraient précipités. Bref, dans un cas ou dans l’autre, l’État aurait signé sa dissolution ». Le journaliste Ezio Mauro a également défendu ce point de vue, estimant que « La seule solution possible aurait été — si l’appareil d’État avait été plus efficace et moins pollué — de retrouver son lieu de détention et de le libérer. Je reste convaincu que la fermeté dans la lutte contre les terroristes était le bon choix ».
Pour les défenseurs de la négociation, Moro est mort de l'absence de discussions entre les deux parties, ce qui constitue une forme de trahison. Ils ont donné l'exemple d’autres États, comme l’Allemagne et Israël, qui adaptent leur comportement aux enjeux propres à chaque évènement et aux interlocuteurs. Dans d'autres pays (comme aux États-Unis), ce sont parfois des acteurs privés qui payent les rançons demandées (compagnies d'assurance, famille). Les critiques sont d'autant plus fortes qu'en avril 1981, Ciro Cirillo (en), un autre membre de la DC, a été enlevé par les BR,, et avait été libéré après que l’État ait négocié et ait payé une rançon. Lorsque Moro fut enlevé par les BR en 1978, le gouvernement dirigé par les DC a immédiatement adopté une position ferme : « l’État ne doit pas céder » aux exigences des terroristes. Il refusa de négocier avec les BR, alors que trois ans plus tard les membres locaux de la DC en Campanie firent tous les efforts possibles et négocièrent même avec des criminels pour libérer Cirillo, un homme politique relativement mineur par rapport à Moro,. Certains affirmèrent que le PCI et Berlinguer étaient ceux qui auraient dû faire pression sur Craxi et sur le PSI pour ouvrir les négociations et sauver la vie de Moro. Claudio Signorile (en), du PSI, aurait convaincu Fanfani de négocier avec les BR afin de sauver Moro. Il y eut une conversation entre Signorile, Luciano Barca (it) et Gerardo Chiaromonte (en) du PCI, au cours de laquelle ils dirent que de telles négociations avec les terroristes permettraient également de rapprocher PSI et PCI.

### Découverte du corps

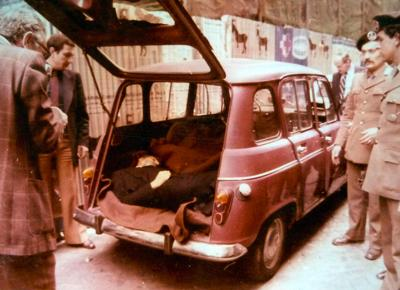
Le corps de Moro est retrouvé le 9 mai 1978 via Caetani dans une Renault 4.

Dans le communiqué no 9, les BR déclarent : « En ce qui concerne notre proposition d'échange de prisonniers politiques afin de suspendre la condamnation et de libérer Aldo Moro, nous ne pouvons que constater le refus clair de la DC. Nous concluons ainsi la bataille commencée le 16 mars, en exécutant la peine à laquelle Aldo Moro a été condamné ». Les dépositions faites aux juges italiens pendant les procès ont montré que les terroristes n'étaient pas tous favorables à la mort de Moro. Peu avant la découverte du corps, Moretti a appelé par téléphone la femme de Moro, en lui demandant de pousser les dirigeants de la DC à négocier.
Adriana Faranda (en), membre des BR, a mentionné une réunion nocturne tenue à Milan quelques jours avant l'assassinat de Moro au cours de laquelle elle et d'autres terroristes, dont Morucci et Bonisoli, s'y sont opposés ; la décision finale a été prise après un vote. Le 9 mai 1978, après un procès sommaire, Moro a été assassiné par Moretti, comme il l'a lui-même admis, avec la participation de Maccari. Pendant de nombreuses années, avant les aveux de Moretti, la justice considérait Gallinari comme l'assassin de Moro. Bien plus tard, Maccari a avoué son rôle dans les événements et a confirmé que c'était bien Moretti qui avait tiré sur Moro. Maccari a déclaré : « Mes pensées vont à la veuve et à la famille de Moro. Je voudrais leur demander pardon, mais je crains de continuer à les blesser ».
Le corps de Moro est retrouvé le même jour dans le coffre d'une Renault 4 rouge, via Michelangelo Caetani, dans le centre historique de Rome. D'après le journaliste Carmine Pecorelli, le lieu de la découverte voisine la résidence du chef d'orchestre d'opéra Igor Markevitch qui, selon certaines théories, aurait été l'instigateur de l'enlèvement ou aurait joué un rôle éminent dans les interrogatoires de Moro, et aurait hébergé les BR. Selon les déclarations des terroristes faites une dizaine d'années après les faits, Moro aurait été réveillé à 6 heures du matin sous prétexte qu'il devait être transféré dans une autre base secrète. En contradiction avec ces déclarations, Bonisoli a déclaré qu'on avait dit à Moro qu'il avait été gracié et qu'il allait être libéré.

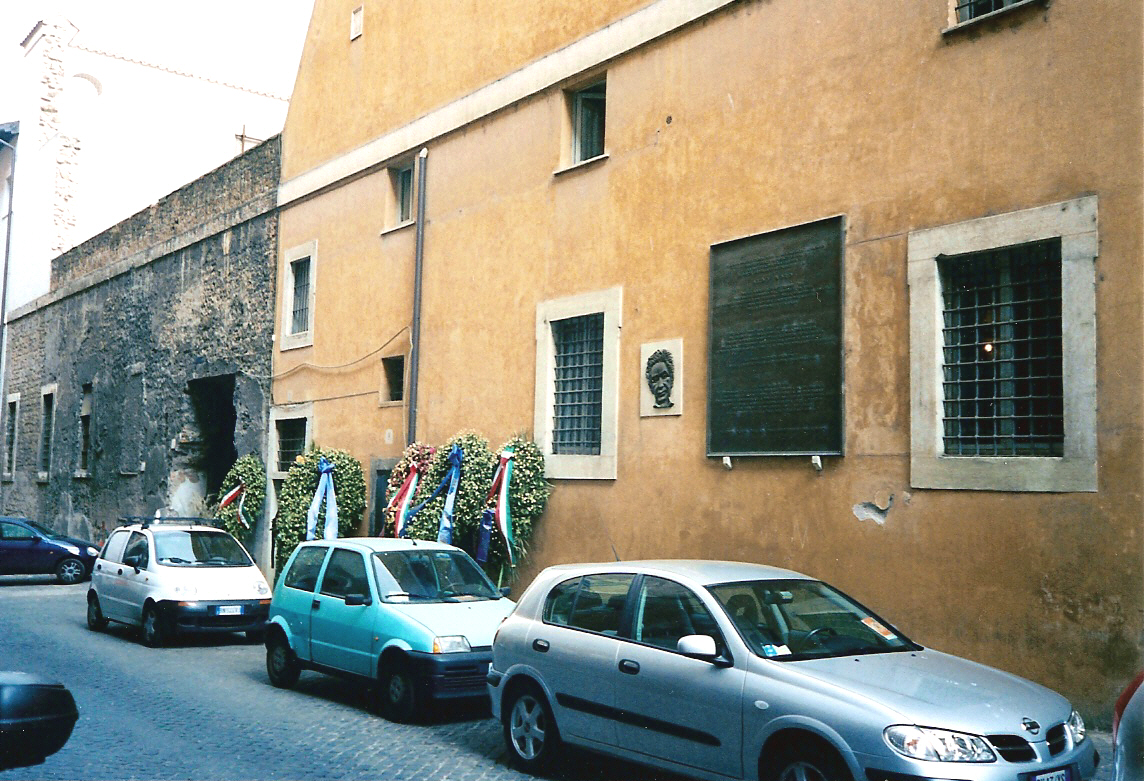
L'endroit où le corps de Moro a été retrouvé. Une plaque commémorative se trouve sur le mur.

D'après la version officielle, les terroristes ont placé Moro dans un panier en osier avant de l'emmener au parking souterrain de leur base, via Montalcini. Le panier est ensuite placé dans le coffre d'une Renault rouge ; après l'avoir recouvert d'un drap rouge, Moretti ouvre le feu sur Moro avec un Walther PPK calibre 9 mm et, après que l'arme se soit enrayée, avec un Skorpion VZ61 calibre 7,65 mm. Moro meurt après avoir été touché aux poumons. La voiture et son corps sont ensuite emmenés via Caetani où elle est garée environ une heure après l'assassinat. Le choix du lieu résiderait dans le fait que l'endroit se trouvait à mi-chemin entre les sièges nationaux de la DC et du PCI à Rome, comme pour symboliser la fin du compromis historique, l'alliance entre la DC et le PCI que Moro avait recherchée. À 12 h 30, un appel téléphonique est passé à Francesco Tritto (it), l'assistant de Moro pour lui indiquer l'emplacement du corps. Tritto a été contacté à la demande de Moro. À 13 h 30, un appel téléphonique, attribué à Morucci, informe la préfecture de police que le corps de Moro se trouve dans une voiture située via Caetani. Selon le rapport d'autopsie, la mort serait survenue à environ 9 h 00 ou 10 h 00 le jour même, ce qui contredit les déclarations des terroristes. Plusieurs témoins ont déclaré que la voiture était dans la rue dès 8 h 00 du matin, tandis que certains témoins ont déclaré ne pas l'avoir vue avant 12 h 30.
Moro portait les mêmes vêtements gris que lors de l'enlèvement. Sa cravate était tachée de sang, des traces de sable ont été trouvées dans ses poches et ses chaussettes, et des traces de végétation ont également été trouvées. Les terroristes ont finalement déclaré qu'ils avaient intentionnellement ajouté ces traces afin de dérouter les enquêteurs. Dans le coffre, il y avait aussi des effets personnels de Moro, son bracelet et sa montre, ainsi que des cartouches usagées. Moro avait également une blessure à la cuisse, probablement subie lors de l'enlèvement via Fani.

## Enquête et procès

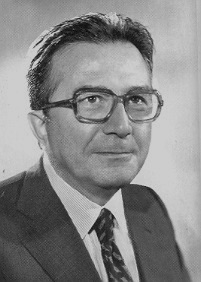
Giulio Andreotti en 1979.

### Motivations
De très nombreux ouvrages traitent des raisons de l'enlèvement. Les enlèvements des BR étaient différents de ceux perpétrés par les groupes latino-américains ou européens d'extrême gauche dans le sens où, à deux exceptions majeures près, ils ont été perpétrés non pas pour obtenir des changements immédiats mais afin de poursuivre des objectifs symboliques, où la cible visée était considérée comme l'entité qu'elle représentait. Initialement, les BR menaient leurs actions contre les cadres et les syndicalistes de droite des plus grandes entreprises du pays, comme Alfa Romeo, Fiat ou Sit-Siemens (en). En 1974, avec le déclin de la mobilisation de la classe ouvrière, elles ont déplacé leur attention de l'industrie à l’État et ses institutions. En 1976, elles qualifiaient notamment la magistrature de « maillon le plus faible de la chaîne du pouvoir ». Par conséquent, les cibles étaient désormais les hommes politiques. Depuis 1972, les BR ont procédé à huit autres enlèvements. Ils ont tous été réalisés selon une stratégie similaire : la victime est soumise à un procès sommaire et maintenue en captivité pendant une période comprise entre 20 minutes et 55 jours, puis relâchée indemne. Celui de Moro, le neuvième de ces enlèvements symboliques, fut le seul à avoir abouti à un assassinat.
Les BR ont choisi Moro en raison de son rôle de médiateur entre la Démocratie chrétienne (DC) et le Parti communiste italien (PCI), les deux principaux partis italiens à l'époque, qui avaient tous deux participé au quatrième gouvernement Andreotti. Avec le vote de confiance à venir, le PCI serait entré au gouvernement pour la première fois depuis 1947, même de façon indirecte. Le succès de l'enlèvement aurait ainsi stoppé la montée du PCI au sein des institutions étatiques italiennes, réaffirmant les BR comme étant un élément clé d'une future révolution populaire contre le capitalisme. D'après le journaliste Sergio Zavoli, les BR avaient pour objectif de frapper la DC dans son ensemble, puisqu'il était le principal représentant d'un régime qui, comme le décrit le premier communiqué des BR après l'enlèvement, « a réprimé le peuple italien pendant des années ». Peu après que les BR aient désigné le DC comme leur principal ennemi en 1975, les bureaux du parti ont été détruits ou saccagés. Par la suite, la violence a refait surface en 1977 et s'est intensifiée avec l'assassinat de Moro. Selon des déclarations ultérieures, dans les mois précédant l'enlèvement, les BR avaient également envisagé d'enlever un autre dirigeant de DC, Giulio Andreotti. Cette idée a été abandonnée, car le groupe a estimé que la protection policière d'Andreotti était trop forte. Bien qu'affaibli par les évènements et les polémiques qui ont suivi, DC est resté le principal parti italien jusqu’en 1994. En 1981, Giovanni Spadolini, qui n'était pas membre de DC, est devenu Premier ministre grâce à une alliance formée avec DC, ce qui est une première dans l'histoire de la République italienne. Trois autres cas identiques se sont produits par la suite avec Bettino Craxi en 1983, Giuliano Amato en 1992 et Carlo Azeglio Ciampi en 1993. La conséquence immédiate de l'enlèvement de Moro a été l'exclusion stricte du PCI de tout poste gouvernemental dans les années suivantes.
Tout au long de leur existence, les BR se sont opposées à tout autre groupe d'extrême gauche, notamment les Lotta continua et Potere operaio. Le mouvement est ainsi exclu de la gauche politique italienne, y compris par le PCI, qui a pris une position ferme contre le terrorisme, surtout après l'enlèvement de Moro. Selon les dires du journaliste David Broder, plutôt que de provoquer un régime politique d'extrême gauche en Italie par leurs actions comme ils l’espéraient, leurs actions ont déclenché une large mouvance anticommuniste et un déclin de la présence de l'extrême gauche au Parlement. À cette époque, les activités des BR sont dénoncées par Lotta continua et Potere operaio, plus proches du mouvement autonome. Lotta continua et d'autres partageaient la légitime nécessité d’une défense armée contre la violence policière et fasciste, mais critiquaient les actions terroristes, qu’ils considéraient comme élitistes et contre-productives, et condamnaient les actes des BR, considérant qu'il s'agissait d'un catalyseur plutôt qu'une véritable réponse à la répression. Lotta continua a aussi remis en question l'affirmation des BR selon laquelle l'élimination des représentants individuels du capitalisme aurait renforcé le sentiment de classe. Après sa dissolution, le journal de Lotta Continua avait pour une « ni avec l'État ni avec les Brigades rouges ».

### Théories du complot
Malgré plusieurs longues enquêtes et différents procès, les détails exacts de l'enlèvement et de l'assassinat de Moro ne sont pas connus. Cela a conduit à l'émergence et à la popularisation d'un certain nombre de théories du complot sur la réalité des événements,,. Même si les Brigades rouges sont les coupables officiels reconnus par la justice, cette affaire reste floue pour beaucoup d'Italiens. Certaines théories impliquent le gouvernement italien, la CIA, Henry Kissinger, le Mossad et le KGB, entre autres organisations et individus. Pour leurs auteurs, Moro, un progressiste qui voulait que le PCI fasse partie du gouvernement, a été éliminé en raison du contexte politique de la guerre froide : les deux parties ont accepté son enlèvement et ont refusé de négocier, ce qui l'a mené à sa mort. Les juges enquêtant sur l'affaire Moro ont rejeté ces théories du complot, arguant qu'il n'y avait aucune preuve tangible permettant de les prouver. Bien qu'ayant de puissants ennemis politiques, la Moro relève simplement du terrorisme communiste qui sévissait en Italie à l'époque, et pas d'un scénario digne d'un film hollywoodien.
Le 7 avril 1979, le philosophe opéraïste Antonio Negri est arrêté avec d'autres personnes liées au mouvement autonome. Negri fut accusé d'un certain nombre de délits, notamment d'avoir dirigé les Brigades rouges, d'avoir organisé l'enlèvement et l'assassinat de Moro et d'avoir comploté pour renverser le gouvernement. Un an plus tard, Negri fut disculpé de l'enlèvement de Moro. Aucun lien ne fut jamais établi entre Negri et les Brigades rouges, et presque toutes les accusations portées contre lui (dont dix-sept meurtres) furent abandonnées quelques mois après son arrestation en raison du manque de preuves.
En raison d'un grand nombre de zones d'ombre planant sur cette affaire, que ni les juges ni les policiers ne sont parvenus à éclaircir, les théories alternatives et théories du complot sont largement répandues. Vingt ans après la mort de Moro, le New York Times a réalisé une enquête racontant la popularité de ces théories du complot : peu d'Italiens croient à la version officielle de l'affaire Moro, à savoir que seules les Brigades rouges sont responsables de l'assassinat de Moro et que le gouvernement italien avait fait de son mieux pour sauver Moro. Beaucoup estiment que la police n'a pas été à la hauteur des enjeux, et qu'elle a globalement laissé faire les terroristes. L'humoriste Marco Baliani, qui a présenté un one-man-show sur l'affaire Moro, a déclaré : « Cela fait 20 ans, et la vérité la plus profonde n'a toujours pas été révélée. Comment pouvons-nous fonder une nouvelle république si nous ne connaissons pas la vérité ? ». De nombreux livres remettent en question la qualité des procès de l'affaire Moro survenus depuis les années 1980. En 2014, la première édition d'Aldo Moro : Il Partito Democratico vuole la verità est publiée. Certains sont encore publiés de nos jours, dont Aldo Moro. Una verità compromessa, sorti en février 2023.
En 2013, Ferdinando Imposimato, l'un des juges de l'affaire Moro, a déclaré que Moro avait été assassiné par les Brigades rouges avec la complicité d'Andreotti, Cossiga et Nicola Lettieri (it). Il a ajouté que si certains documents ne lui avaient pas été cachés, il les aurait inculpés de complicité dans l'affaire Moro, mais aussi pour l'attentat de la piazza Fontana (perpétré officiellement par l'Ordine Nuovo, un groupe armé d'extrême droite) et l'attentat de la via D'Amelio (perpétré par la mafia sicilienne). Le parquet de Rome avait ouvert un dossier d'enquête relatif aux déclarations de deux membres de l'équipe de déminage, Vitantonio Raso et Giovanni Circhetta, qui ont déclaré être arrivés sur les lieux deux heures avant l'appel des Brigades rouges et n'ont jamais été interrogés par la suite,. Gero Grassi (it), ancien membre de la DC et désormais membre du Parti démocrate, fondé en 2007 avec d'anciens membres du PCI et de la DC, était membre de la Commission d'enquête sur l'affaire Moro et auteur du rapport parlementaire. Il a déclaré que les rapports de la Commission Moro, qui ont été approuvés par la Chambre des députés et le Sénat de la République, n'étaient pas basé sur la vérité judiciaire et historique. D'après ce rapport, la fusillade de la via Fani a été perpétrée par au moins 20 personnes dont au maximum 9 personnes faisant partie des Brigades rouges. En novembre 2014, le procureur de Rome a déclaré qu'il était possible que dans la via Fani, outre les Brigades rouges, se trouvaient également des membres des services secrets de l'État italien, des représentants de la mafia romaine comme la Banda della Magliana ainsi que des membres des services secrets européens.
En août 2020, une soixantaine de personnes du monde de la recherche historique et de l'enquête politique ont signé une tribune dénonçant le poids croissant des versions alternatives et complotistes concernant l'enlèvement et l'assassinat de Moro dans le discours public. L'historien Marco Clementi (it), qui était l'un des signataires, a déclaré que la situation obligeait tout le monde à « se conformer à la réalité ». Paolo Persichetti, écrivain et ancien membre des Brigades rouges qui a également signé le document, a commenté : « Ce qui a déclenché [la signature du document] a été une énième fausse théorie qui a relié l'enlèvement et l'assassinat au massacre de Bologne d'août 1980, qui selon les jugements de la justice ont été causés par un groupe de droite, opposé dans ses motivations, ses objectifs et ses pratiques opérationnelles à la constitution de groupes de la gauche révolutionnaire armée dont les Brigades rouges ».

### Comités de crise
Le jour même de l'enlèvement de Moro, le ministre de l'Intérieur de l'époque, Francesco Cossiga, annonce la formation de deux comités de crise : un comité technico-opérationnel-politique présidé par Cossiga lui-même et, en son absence, par le sous-secrétaire Nicola Lettieri (it). Parmi les autres membres figuraient les commandants suprêmes des forces de police italiennes, les Carabiniers, la Garde des finances, les directeurs récemment nommés du SISMI et du SISDE (en) (respectivement, les services de renseignements militaires et civils italiens), le secrétaire national du CESIS (en) (une agence de renseignements), le directeur de l'UCIGOS et le préfet de police de Rome. Le second était un comité d'information, comprenant des membres du CESIS, du SISDE, du SISMI et du SIOS (en), un autre bureau de renseignement militaire. Un troisième comité officieux fut créé mais ne se réunit jamais officiellement ; il été nommé comitato di esperti (comité d'experts). Son existence n'a été révélée qu'en 1981 par Cossiga lui-même lors de son interrogatoire par la commission du Parlement italien sur l'affaire Moro. Il a omis de révéler les décisions et les activités de la commission. Cette commission était composée de Steve Pieczenik (psychologue de la section antiterroriste du Département d'État américain), le criminologue Franco Ferracuti (it), Stefano Silvestri (it), Vincenzo Cappelletti (directeur de l'Istituto dell'Enciclopedia Italiana) et Giulia Conte Micheli (it).
Ces comités de crise n'eurent aucun effet sur la lutte contre le terrorisme ni sur l'affaire Moro car ils étaient régis par des textes datant des années 1950, et étaient donc inadaptés au terrorisme qui venait de faire son apparition. Selon Montanelli, cela est sûrement dû au fait qu'une atmosphère de résignation, voire d'indulgence envers le terrorisme de gauche sévissait en Italie, la plupart de ses accusés étant acquittés ou condamnés à des peines légères. Par exemple, Prima Linea était considérée comme une simple association subversive (et non pas comme une bande armée). De plus, une partie du pouvoir judiciaire nourrissait une hostilité envers l'État et était favorable aux idées révolutionnaires de gauche. Le politologue Giorgio Galli a déclaré que le terrorisme était devenu « un phénomène historique compréhensible (mais non justifiable) dans une période de changement social contrarié par une classe politique corrompue ».

### Terroristes impliqués dans l'enlèvement
| Nom                     | Date de l'arrestation | Résultat                                                                        |
| ----------------------- | --------------------- | ------------------------------------------------------------------------------- |
| Corrado Alunni (it)     | 1978                  | Libéré partiellement en 1997                                                    |
| Marina Zoni             | 1978                  | Inconnu                                                                         |
| Valerio Morucci         | 1979                  | Peine de prison à vie, libéré en 1994 en raison de sa dissociation du mouvement |
| Barbara Balzerani       | 1985                  | Peine de prison à vie ; libérée en 2006 et décédée en 2024                      |
| Mario Moretti           | 1981                  | Six peines de prison à vie, libéré partiellement en 1997                        |
| Alvaro Lojacono (en)    | Jamais                | A pris la fuite en Suisse                                                       |
| Alessio Casimirri       | Jamais                | A pris la fuite au Nicaragua, où il possède un restaurant                       |
| Rita Algranati (it)     | 2004                  | Capturée au Caire, condamnée à une peine de prison à vie                        |
| Adriana Faranda (en)    | 1979                  | Libérée en 1994 pour bonne conduite                                             |
| Prospero Gallinari (en) | 1979                  | Peine de prison à vie, assigné à résidence depuis 1996. Décédé en 2013          |

Au total, cinq procès se sont tenus devant la Cour d'assises de Rome qui se sont terminés par de nombreuses condamnations à perpétuité, trois commissions d'enquête et deux commissions parlementaires ont été réalisées sur les évènements. Moretti, qui avait pris la fuite en 1972, a été arrêté en 1981 et a reconnu en 1993 qu'il était l'assassin de Moro,,. Casimirri s'est enfui au Nicaragua et n'a jamais été capturé. Algranati, l'épouse de Casimirri (recherchée depuis 1982), a vécu de nombreuses années à Managua, au Nicaragua, avec son mari, dont elle s'est séparée plus tard sans pour autant divorcer. Lui est resté au Nicaragua, et elle a quitté le Nicaragua au début des années 1990 après avoir obtenu le divorce. Elle a vécu un temps en Angola puis en Algérie aux côtés de son nouveau conjoint, Maurizio Falessi (it), un autre membre des BR de Rome. En janvier 2004, le couple est capturé au Caire. Les conditions qui ont permis la longue évasion d'Algranati n'ont jamais été éclaircies et font toujours l'objet d'enquêtes. Gallinari est décédé en 2013 à l'âge de 62 ans,. En 2023, il a été rapporté que Moretti, 77 ans, bénéficiant d'une libération partielle depuis 1997, vivait à Brescia et qu'il travaillait pour une association en télétravail et retournait en prison aux alentours de 22 heures,.

## Conséquences politiques

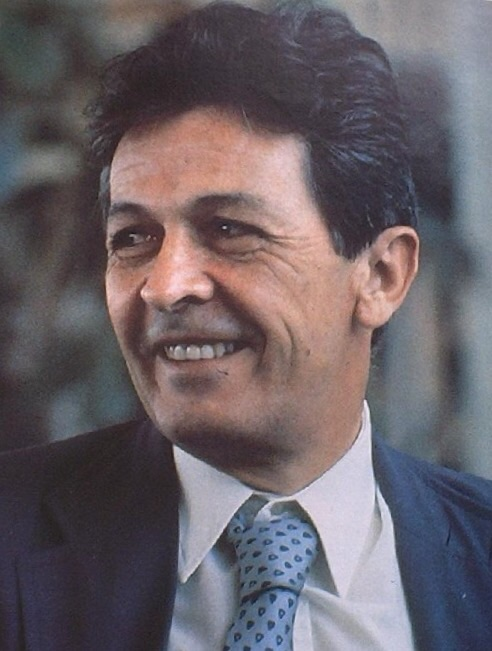
Enrico Berlinguer, le secrétaire général du Parti communiste italien de 1972 à 1984.

L'enlèvement et l'assassinat de Moro ont radicalement changé la politique italienne. Le compromis historique entre la DC et le PCI, l'un des principaux objectifs de Moro, a été largement critiqué par les principaux partenaires commerciaux de l'Italie.
Le 28 juin 1976, Moro, alors qu'il était encore président du Conseil pour quelques jours, il avait participé à la conférence du G7 à Porto Rico et demandé l'avis des autres chefs d'État sur le sujet, quatre d'entre eux lui répondant que si cela se concrétisait, la présence du PCI au sein de l'exécutif entraînerait la perte du soutien international, y compris financier, à l'Italie. Aux élections parlementaires le mois précédent, la DC avait obtenu 38%, suivi du PCI avec 34%. Moro était considéré comme un candidat naturel à la présidence italienne, dans le cas où l'alliance gouvernementale entre les deux partis été effective. Son assassinat marque la fin définitive du compromis historique. L'historien Francesco Barbagallo (it) a décrit le meurtre de Moro comme « l'événement le plus dramatique et décisif de l'histoire de l'Italie républicaine ».
Le 16 mars 1978, le jour de l'enlèvement de Moro, le gouvernement Andreotti obtient le vote de confiance ; il est voté par tous les partis italiens à l'exception du Mouvement social italien, du Parti libéral italien (le premier parti d'extrême droite, le second de centre-droit), du Parti radical et de Démocratie prolétarienne. L'exécutif est formé exclusivement de membres de la DC et ne peut gouverner qu'avec le soutien indirect du PCI (la non sfiducia, ou non-confiance). Entre 1978 et 1979, l'Italie est impliquée dans une série d'événements après l'assassinat de Moro. Le 15 juin 1978, Giovanni Leone démissionne de la présidence de la République italienne, six mois avant la fin de son mandat à la suite de polémiques et d'attaques contre sa personne. Quelques semaines plus tard, Sandro Pertini du PSI est élu pour le remplacer. Pendant un certain temps, le gouvernement laissa planer la possibilité d'une entrée du PCI au gouvernement. En janvier 1979, le PCI décida de se retirer de la majorité puisque ces ambitions ne se sont jamais concrétisées. En janvier 1979, le gouvernement d'Andreotti démissionne au profit d'Ugo La Malfa. De nouvelles élections ont lieu le 3 juin 1979 à l'issue desquelles la DC conserve ses députés tandis que le PCI en perd la plupart, ce qui cause la fin du gouvernement de solidarité nationale et de la possibilité d'une entrée du PCI au sein de l'exécutif.
Sous l'influence de Ciriaco De Mita (de 1982 à 1989), Andreotti et Arnaldo Forlani (à partir de 1989), la DC reste au pouvoir jusqu'en 1994. Aux élections parlementaires italiennes de 1992, la DC descend pour la première fois sous la barre des 30% des suffrages en raison de la croissance de la Ligue du Nord dans le nord de l'Italie. À la suite de l'opération mains propres et à la révélation des liens entre la mafia et Andreotti (qui impliquaient tous les partis italiens), la DC continue à perdre ses soutiens. En 1994, le parti est dissous et Mino Martinazzoli (en), le dernier secrétaire de la DC, décide de changer le nom du parti en Parti populaire italien. Selon les actes de la commission parlementaire italienne sur le terrorisme, « L'assassinat de Moro, considéré comme un fait historique, apparaît comme le moment de plus grande puissance offensive du parti armé [les terroristes] et, spéculativement, comme le moment où l'État s'est montré incapable de donner une réponse à peine adéquate à l'agression subversive ».